# 猴子石站
猴子石站是京广长沙外绕线（原京广铁路正线）的一座货运站，邮政编码410009，建于1971年，原址现为湘江大道。
离捞刀河站15公里，离新开铺站2公里。隶属广州铁路（集团）公司长沙铁路总公司管辖。现为四等站。猴子石站为中间站，北向通原长沙南站，设有液化气仓库专用线；南沿湘江往南接黑石铺站，经隧道下穿南二环快速路接新开铺站。停用前不办理客、货运业务。